# Tramacastiel
Tramacastiel es un municipio y localidad española de la provincia de Teruel, en la comunidad autónoma de Aragón. El término municipal, ubicado en la comarca de la Comunidad de Teruel, tiene una población de 58 habitantes (INE 2024).

## Geografía
Integrado en la comarca de Comunidad de Teruel, se sitúa a 33 km de la capital turolense. El término municipal está atravesado por la carretera N-330 en el pK 275 y por la carretera local que permite la conexión con Libros.

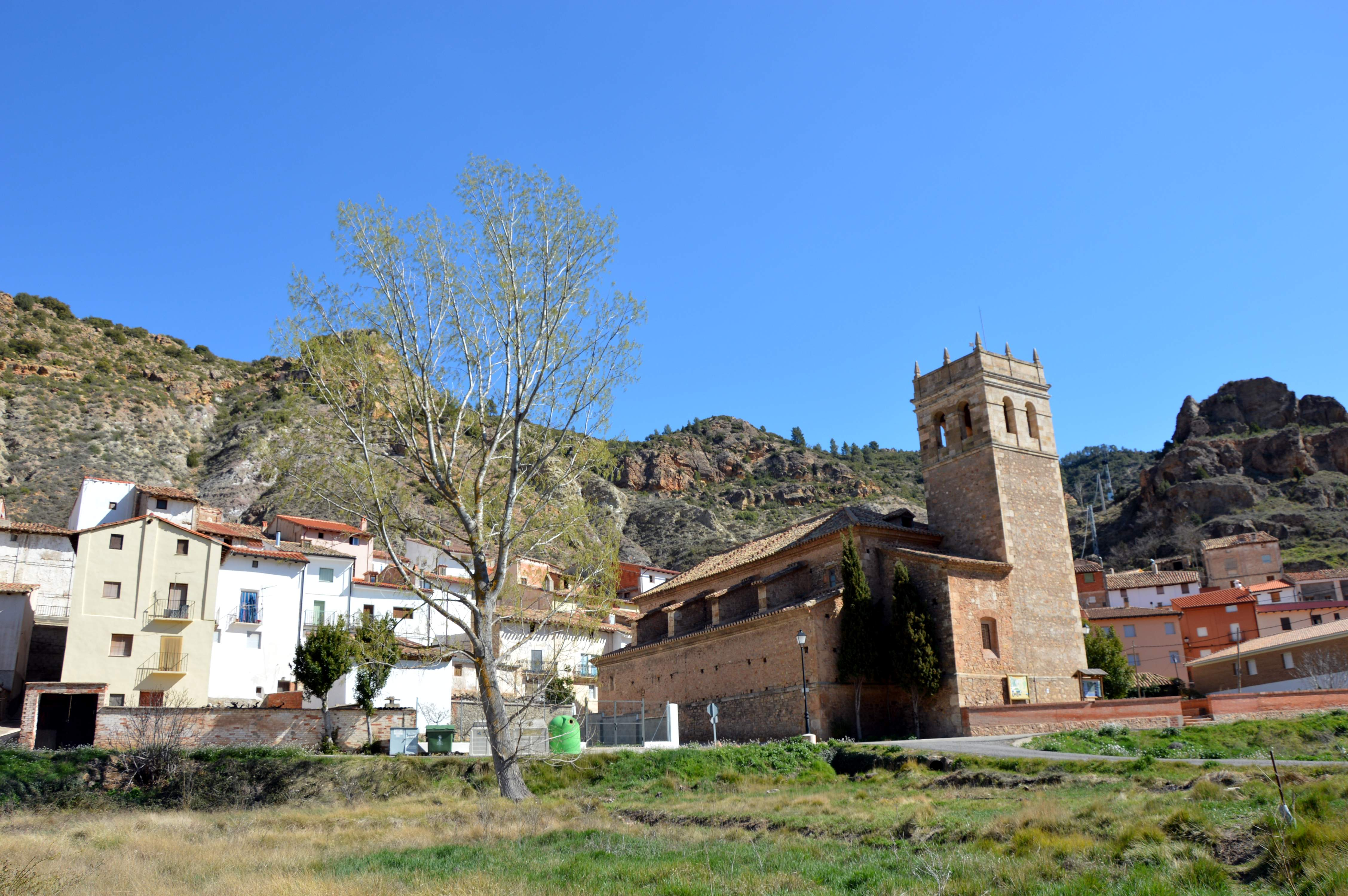
Vista occidental del caserío desde la margen izquierda del Regajo

El territorio de Tramacastiel cuenta con una superficie municipal de 47 km². El pueblo se encuentra a 879 m sobre el nivel del mar, encajado en un pequeño valle, al pie de una montaña rocosa (Peña del Águila) que alcanza los 1100 m de altitud y en la que antiguamente se encontraba un castillo del que tan sólo quedan ligeros vestigios.
El paisaje es predominantemente montañoso, si bien, existe un pequeño valle regado por el río Regajo que vierte sus aguas al río Turia a la altura de Mas de la Cabrera, casi en el límite con las provincia de Valencia. Algunas de las elevaciones más destacadas son los picos Tormo (1171 m), Cascantino (1208 m), que hacen de límite con Villel, y el Alto de la Atalaya (1234 m). La altitud del municipio oscila entre los 1389 m al noroeste, en plena sierra de Peña (Montes Universales) y los 750 m a orillas del río Turia, que hace de límite con Libros antes de entrar en el Rincón de Ademuz.
| Noroeste: Tormón y Rubiales       | Norte: Villel                         | Noreste: Villel       |
| Oeste: Castielfabib (Valencia)    |                                       | Este: Villel y Libros |
| Suroeste: Castielfabib (Valencia) | Sur: Castielfabib (Valencia) y Libros | Sureste: Libros       |

## Historia
Hacia mediados del siglo XIX la villa tenía contabilizada una población de 518 habitantes. Aparece descrita en el decimoquinto volumen del Diccionario geográfico-estadístico-histórico de España y sus posesiones de Ultramar de Pascual Madoz de la siguiente manera:

TRAMACASTIEL: v. con ayunt. en la prov., dióc. y part. jud. de Teruel (4 leg.), aud. terr. de Zaragoza y c. g. de Aragon. sit. en la falda occidental de un gran cerro: el clima es templado y no se conocen enfermedades especiales. Se compone de 141 casas; una escuela de niños de instruccion primaria, otra de niñas; igl. parr. servida por un cura párroco y un beneficiado, y un cementerio que en nada perjudica á la salud pública. Confina el térm. por el N. con Rubiales; E. Libros, sirviendo de limite el Guadalaviar; S. Torres, y O. Tormon; nacen en él varios manantiales de aguas templadadas y muy beneficiosas para la tierra, y otros diversos, con cuyas aguas se riegan algunas huertas. El terreno es muy quebrado y desigual, escepto el pequeño pedazo que forma la hoya de Embid; tiene altas montañas con pinar nuevo y carrascas, y algunos trozos de regadío. Los caminos, á escepcion del que sube de Moya para Teruel, los demas son de herradura. La correspondencia se recibe de Teruel. prod.: cereales, vino, seda, nueces, miel, cera, semillas, cáñamo y frutas; hay ganado lanar en corto número y caza menor. pobl.: 129 vec., 518 alm. riqueza imp.: 52,934 rs. En este pueblo se ha empezado la plantacion de la morera filipina ó multicaulis por ser terreno á propósito, lo cual puede acrecentar notablemente la riqueza de sus vec. por la mucha seda que puede criarse.
(Madoz, 1849, p. 128)

## Demografía
Tramacastiel cuenta con una población de 58 habitantes (INE 2024).

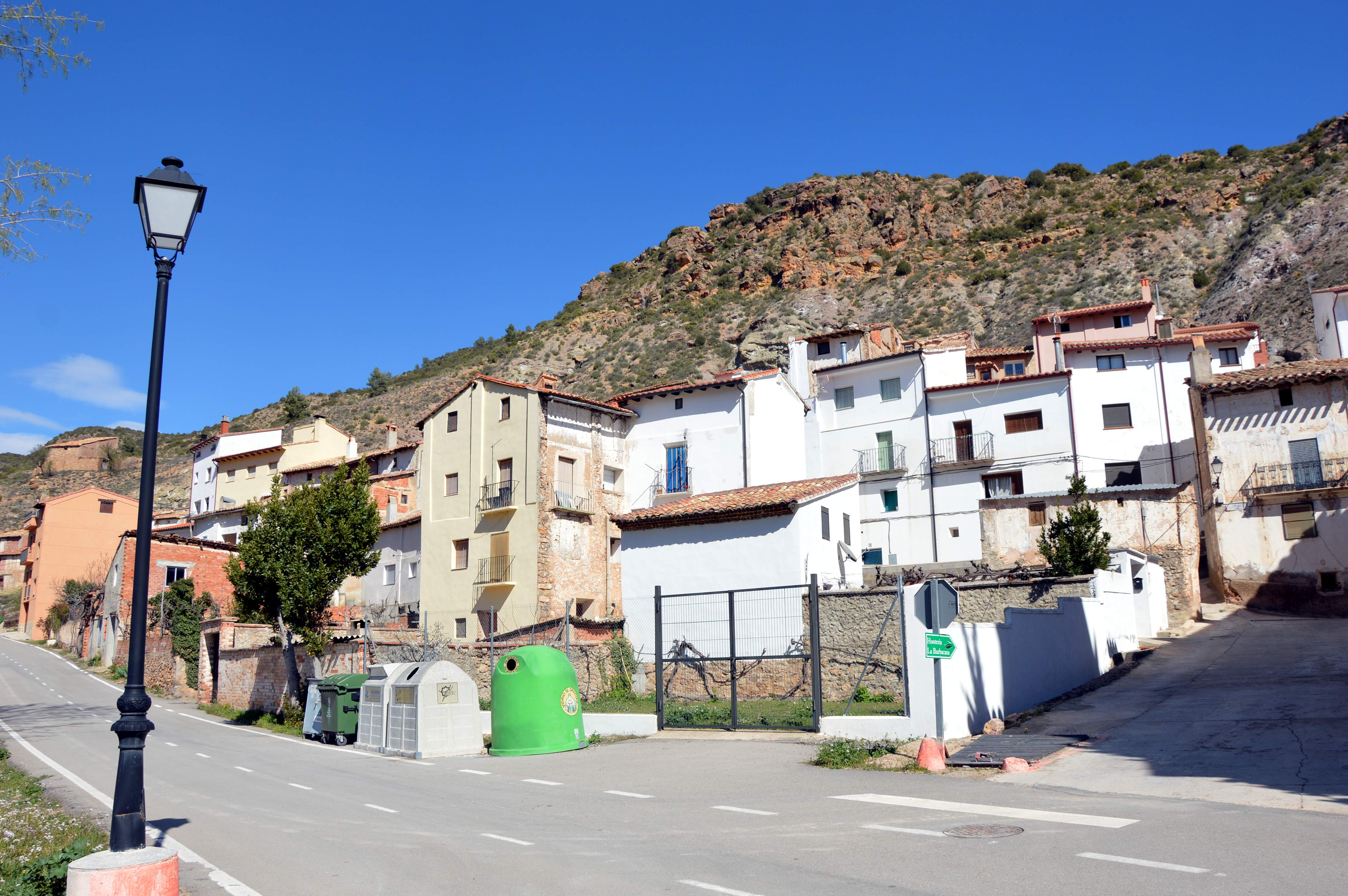
Vista noroccidental del caserío

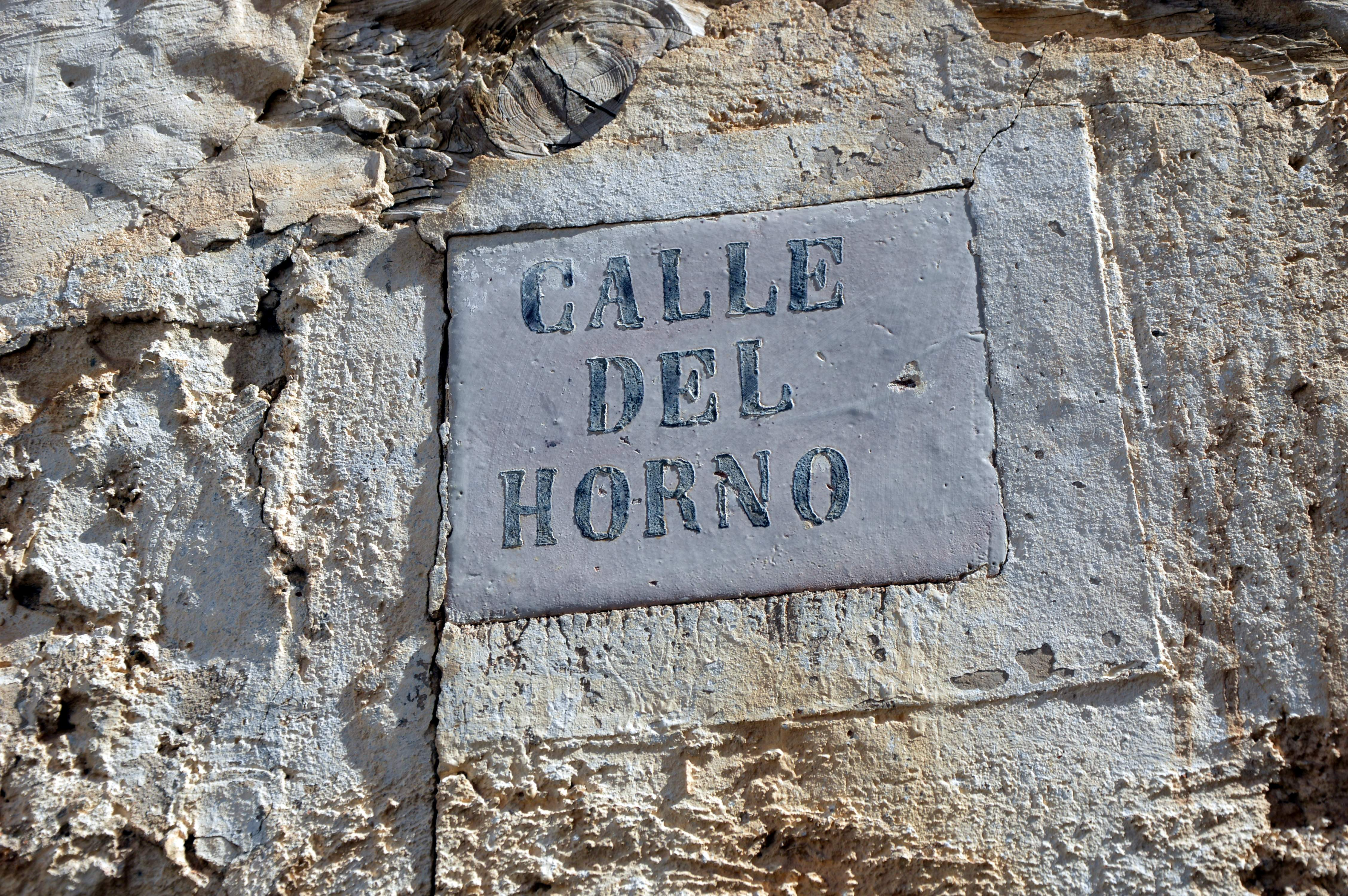
Ladrillo cerámico del callejero

| Gráfica de evolución demográfica de Tramacastiel entre 1842 y 2021                                                  |
| |
| Población de derecho según los censos de población del INE Población de hecho según los censos de población del INE |

Tiene un área de 47,38 km².

## Administración y política
| Período   | Alcalde                   | Partido |  |
| --------- | ------------------------- | ------- |  |
| 1979-1983 | Manuel Martínez García    | UCD     |  |
| 1983-1987 |                           |         |  |
| 1987-1991 |                           |         |  |
| 1991-1995 |                           |         |  |
| 1995-1999 |                           |         |  |
| 1999-2003 |                           |         |  |
| 2003-2007 |                           |         |  |
| 2007-2011 |                           |         |  |
| 2011-2015 | Sebastián Alegre Monterde | PAR     |  |

| Partido político    | Partido político                                   | 2003   | 2007   | 2011   | 2015   |
| Partido político    | Partido político                                   | Ediles | Ediles | Ediles | Ediles |
|                     | Partido Aragonés (PAR)                             | 4      | 4      | 2      | 2      |
|                     | Partido de los Socialistas de Aragón (PSOE-Aragón) | —      | 1      | 1      | 1      |
|                     | Partido Popular de Aragón (PP)                     | —      | —      | —      | —      |
|                     | Izquierda Unida (IU)                               | 1      | —      | —      | —      |
| Total de concejales | Total de concejales                                | 5      | 5      | 3      | 3      |

## Patrimonio

### Arquitectura civil
- Castillo medieval de Tramacastiel, situado sobre unos peñascos al sureste de la población, apenas quedan restos de sus murallas —estaba ya arruinado a principios del siglo XVII—: es muy probable que sus piedras se utilizaran para otras construcciones en la villa, incluido el templo parroquial del siglo XVII.[8]-[9]

### Arquitectura religiosa

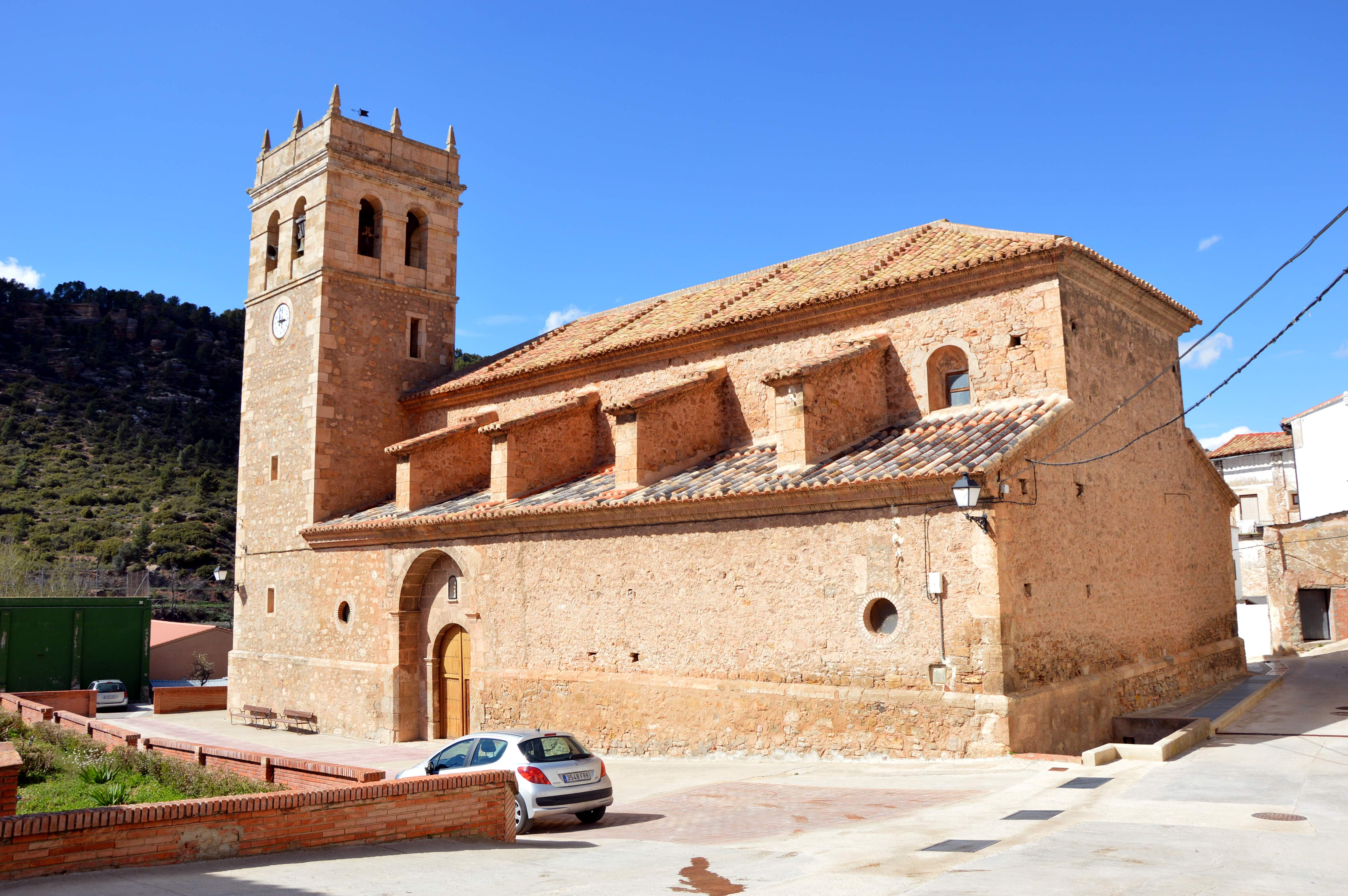
Vista suroriental de la iglesia del Salvador

- Iglesia del Salvador, cuyo título completo es la «Transfiguración del Señor, San Salvador»: templo parroquial de principios del siglo XVIII (1706), reconstrucción o ampliación de otro anterior del siglo XVII. De planta alargada, muros de mampostería ordinaria, cobertura a dos aguas y torre-campanario a los pies, lado de la epístola, reconstruida en los años cincuenta del pasado siglo XX. El interior luce nave central con cúpula de cañón y lunetos y capillas laterales con cúpula de arista. El bajo coro se halla a los pies, tres peldaños por encima del piso de la nave. Posee estucos de gran calidad en las bóvedas, arcos y cornisas (1709). El retablo del altar mayor data de mediados del siglo XIX (1865), y procede de Burbáguena, Teruel. Las partes más antiguas del templo, correspondientes a la construcción anterior, están en los recintos anexos de presbiterio, sacristía y almacén, cuyas cúpulas poseen tracerías góticas (siglo XVI).[10]
- Ermita de Santa María. Se halla sobre un cerrito alomado al norte de la población, partida de Las Suertes. Construcción del siglo XVI, fue la antigua parroquial de la villa, hasta la construcción del templo del siglo XVII. Orientada en posición este (cabecera), oeste (pies), posee muros de mampostería ordinaria revocados y encalados, cobertura a dos aguas, entrada en la fachada meridional y dos ventanitas de culto a los pies. El interior luce una cúpula de tracería gótica en el presbiterio y altar de obra adosado, púlpito de obra en el lado del evangelio, poyo corrido en los muros laterales y alto coro a los pies. Destaca también la estructura de la techumbre, basada en el sistema par-hilera con tabicas, estribos y tirantes propio de las techumbres mudéjares a dos aguas, recientemente restaurada.[10]

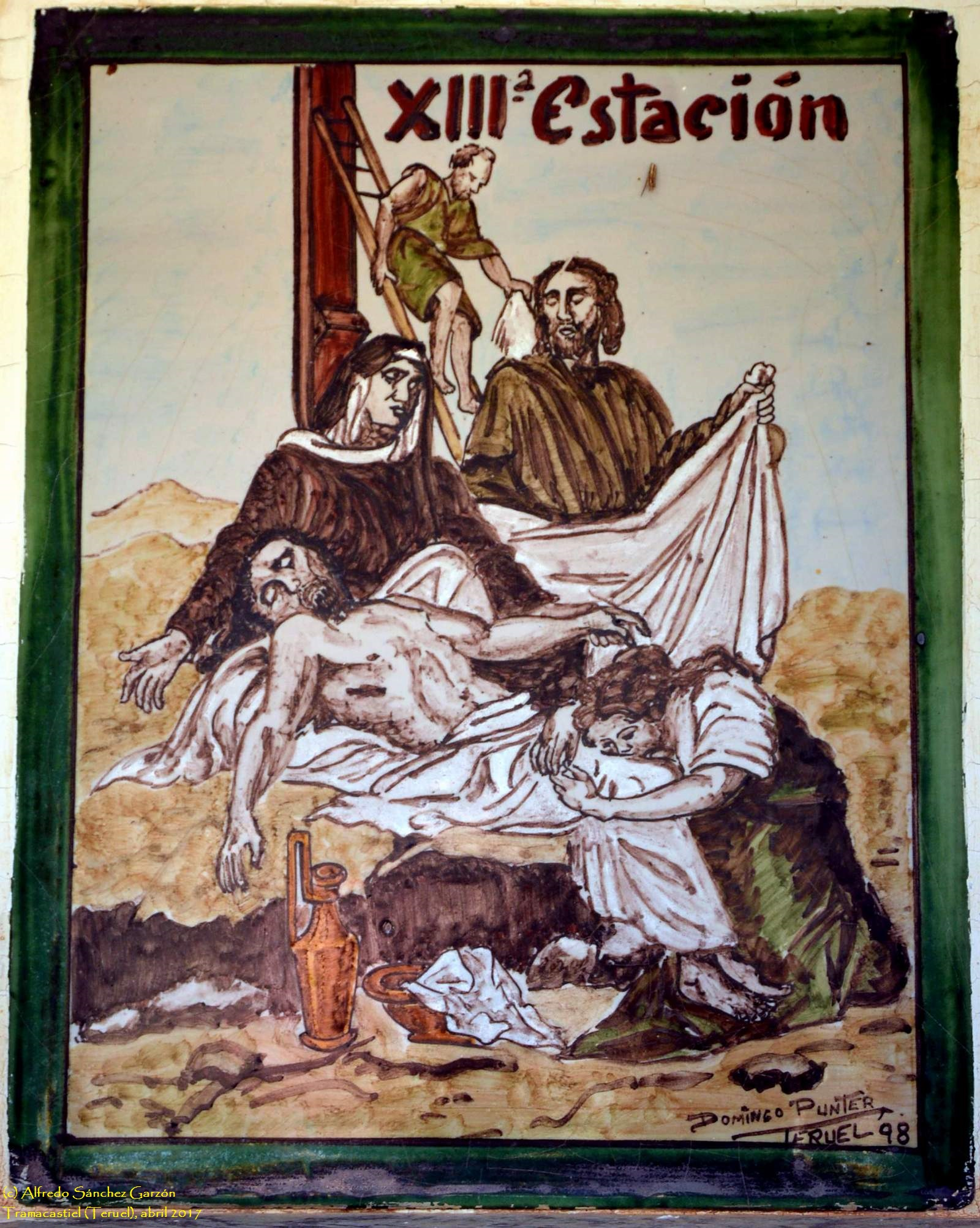
Ladrillo cerámico correspondiente a la Estación XIII del Viacrucis, Domingo Punter, 1998.

- Vía Crucis. Camino de la Pasión de Cristo, basado en pilones de obra y hornacina con ladrillos cerámicos, obra de Domingo Punter, Teruel (1998).